# Myopsocus insularis
Myopsocus insularis (лат.) — вид сеноедов рода Myopsocus из семейства Myopsocidae. Южная Америка: Колумбия. Видовое название связано с островным характером распространения этого вида, так как он найден только на острове Горгона, Каука. Мелкие насекомые, длина переднего крыла около 3 мм. Основная окраска тела коричневая. Принадлежит к комплексу видов, у которых нет переднего крыла с фестончатым апикальным краем, в отличие от них он имеет фаллосому удлинённую кольцеобразную, заострённую в основании и закруглённую на вершине, средний эдеагус брусовидный, более узкий, чем наружные парамеры, шарнирно прикреплённый к фаллобазе. Эндофаллус перепончатый. Субгенитальная пластинка субпрямоугольная с вершинной лопастью воронковидной формы и парой вершинных щетинок.